# Callas Forever
Callas Forever és una pel·lícula de 2002, dirigida pel prestigiós cineasta italià Franco Zeffirelli. És una fantasia històrica a manera de biopic que narra els últims dies de la diva d'òpera Maria Callas. En ella Zeffirelli, famós director d'òperes que va treballar amb ella, va voler oferir el seu particular homenatge a qui va ser la seva més admirada amiga.

## Argument
Larry Kelly (Jeremy Irons) és un productor musical que està en París per un gran concert. Rep una trucada de Sarah Keller (Joan Plowright) instant-li que vagi a veure a la seva antiga amiga, la diva de l'òpera Maria Callas (Fanny Ardant), que està reclosa al seu pis de París, amb la veu trencada i amb una gran depressió per la mort de qui ha estat el gran amor de la seva vida, el navilier grec Aristòtil Onassis.
Larry Kelly, que veu molt desmillorada a la seva amiga, intenta convèncer-la perquè rodi unes òperes per al cinema. D'antuvi Callas es nega perquè és conscient del declivi de la seva veu, però accedeix de mala gana quan Kelly li diu que la veu utilitzada serà la gravada en els seus millors anys i que farà playback. Sarah Keller l'ajuda a convèncer a la diva, perquè es nega uns dies més tard. Callas grava l'òpera Carmen de Georges Bizet, i la soprano li demana que no l'estreni, perquè pensa que és un frau. Més tard Callas pensa a gravar la Tosca de Giacomo Puccini, amb la seva pròpia veu. Però quan comença a considerar idees sobre aquest tema, la diva es nega definitivament. En una de les escenes finals Maria, es reuneix amb Larry en una banca de parc, ella de bona gana comparteix el que espera de la vida i amb un gest de llibertat acaba la trobada i s'allunya amb el fons dels arbres del parc, amb un somriure llunyà a Larry, finalitzant la pel·lícula.

## Comentaris
Zeffirelli, gran director artístic d'òperes, moltes d'elles amb Maria Callas, va voler rendir un homenatge a la qual va ser amiga seva durant més de 40 anys. Començant amb la reclusió real de la soprano en el seu pis de París, els personatges d'Irons i Plowright, són inventats.
L'actriu francesa Fanny Ardant, va encarnar de manera encomiable la soprano grega en els últims dies de la seva vida. Ardant va gravar amb la seva veu alguns dels fragments que s'escolten en la pel·lícula, quan Callas intenta cantar l'Ària, "Un bel di vedremo" de l'opera Madamme Butterfly, i no pot perquè té la veu trencada, una de les escenes més reeixides de la pel·lícula. Ardant, va aconseguir combinar el dolor de la Callas, per l'abandó de Onassis i la pèrdua de la seva magistral veu, aquesta perdudes, unida a una gran pressió del públic i d'ella amb si mateixa.
Es va estrenar l'any 2002, però va tenir una tíbia acollida entre el públic i va ser maltractada per la crítica per la seva falta de context històric. Tot i així fou nominada al Goya al millor disseny de vestuari.

## Repartiment
- Fanny Ardant..... Maria Callas
- Jeremy Irons..... Larry Kelly
- Joan Plowright..... Sarah Keller
- Jay Rodan..... Michael
- Gabriel Garko..... Marco
- Anna Lelio ..... Bruna
- Stephen Billington…..Brendan
- Justino Díaz…..A singer (Scarpia)
- Tara Marie Anderson....Periodista rossa